# P21

p21은 암 억제 단백질로 CDKN1A 유전자로 암호화되어 있다. 다세포 생물의 세포 주기에서 암 억제자로서 암을 예방하기에 중요하다. 이는 사이클린 의존성 인산화효소 억제자 1(cyclin-dependent kinase inhibitor 1)이나 CDK 상호작용 단백질 1(CDK-interacting protein 1, Cip 1)으로도 알려져 있다.

## 유전좌위
사람의 p21 유전자는 6번 염색체에 존재한다.

## 기능
p21은 사이클린 의존성 키나제 억제자(cyclin-dependent kinase inhibitor, CKI)이다. 사이클린 의존성 인산화효소를 억제하여 세포주기를 정지시킨다. p21이 발현되기 위해서는 p53과 Miz-1이라는 전사 인자가 필요하다. p53이 세포의 운명을 결정하는 과정에서 p21 유전자의 프로모터에 결합하여 p21이 전사되면 세포주기가 정지하고, 결합하지 못하여 p21이 전사되지 않으면 세포자살이 일어난다.